# Extraklasse

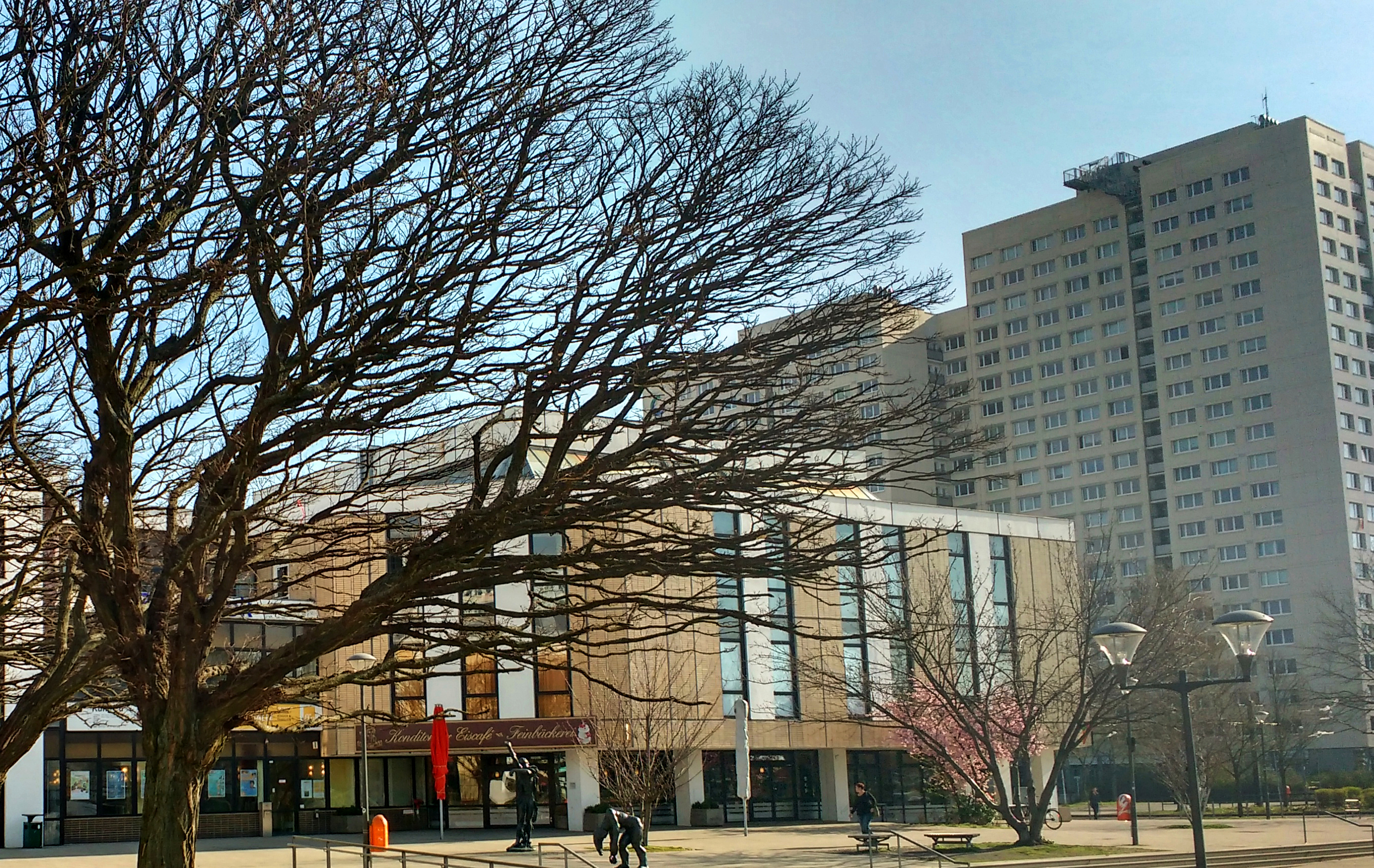
Ralph bekommt einen neuen Job an einer Abendschule in Berlin-Marzahn (Drehort: Freizeitforum Marzahn)

Extraklasse ist ein deutscher Fernsehfilm von Matthias Tiefenbacher aus dem Jahr 2018 mit Axel Prahl in der Hauptrolle. Der Film wurde erstmals am 17. Dezember 2018 in der Vorweihnachtszeit im Fernsehprogramm des ZDF ausgestrahlt.

## Handlung
Der ehemalige Journalist und Ressortleiter Ralph Friesner feiert seinen 50. Geburtstag. Der Erfolg früherer Tage ist allerdings vergangen. Mittlerweile geschieden und arbeitslos, lebt er bei seinem ehemaligen Praktikanten Roman und dessen Oma Karin zur Untermiete. Seinen Geburtstag feiert er nur mit seinem Freund Ingo und seiner Exfrau Laila. Vom Arbeitsamt bekommt er das Angebot, in einer Abendschule in Marzahn als Lehrer zu arbeiten, sonst würde man ihm die Leistungen kürzen. Also nimmt er widerwillig an, eventuell kann er mit diesem sozialen Akt auch Laila beeindrucken.
In der Schule erfährt Ralph, dass er keine Abiturklasse unterrichten wird, sondern eine Klasse ehemaliger Schulabbrecher, die jetzt ihren Hauptschulabschluss nachholen möchten. Rektorin Dörte Wiedebusch hat die ganze Zeit über ein Auge auf Ralph, als warte sie nur auf einen Fehler von ihm. Die Klasse ist bunt gemischt, darunter sind unter anderem die smartphonefixierte Crystal, die mehrfache Mutter Rina, der Kleinkriminelle Mike, der ältere Analphabet Gökdal und Norbert, ein Mann mit Down-Syndrom. Ralph lernt die Probleme und Schicksale seiner Schützlinge kennen, die trotz Anfangsschwierigkeiten von ihm etwas lernen möchten. Ralph lernt auch, dass er in manchen Dingen der Klasse gar nicht so unähnlich ist. Als ein paar seiner Schüler aufgrund unterschiedlicher Gründe abspringen wollen, muss er dies verhindern, denn er hat den Auftrag, die Klasse erfolgreich zum Abschluss zu führen. Mit seinem journalistischen Gespür und seinen Rechercheerfahrungen kann er hier punkten. So gelingt es ihm, den haitianischen Schüler Bob aus den Fängen seiner Frau zu befreien, bei der dieser ein Sklavendasein fristet. Die Schülerin Rina, die ihr drittes Kind erwartet, motiviert er, weiterhin am Unterricht teilzunehmen. Dies auch, weil er ihren Mann Massoud überzeugt, mehr bei Haushalt und Kindererziehung zu helfen.
Am Ende des Schuljahrs schafft ein großer Teil der Klasse den Abschluss und feiert ihren Lehrer Ralph. Dieser ist allerdings zuvor entlassen worden, da er bei den Prüfungen dem Schüler Norbert unerlaubterweise helfen wollte. Allerdings stellt sich heraus, dass Norbert absichtlich durch die Prüfung gefallen ist, um weiterhin bei Ralph lernen zu können. Als Ralph zu Ingos Bar geht, um etwas zu trinken, stößt auch Rektorin Wiedebusch dazu. Sie gibt Ralph noch eine Chance, da sie so einen guten und beliebten Lehrer bräuchte. Sie bietet ihm sogar das Du an. 

## Produktion
Der Film wurde vom 26. Februar 2018 bis zum 3. April 2018 in Berlin gedreht. Als Kulisse für die Schule in Marzahn diente das Freizeitforum Marzahn. Die Wohnung, in der Ralph zur Untermiete lebt, liegt in der Skalitzer Straße an der Hochbahnstrecke der U-Bahn-Linie 1. 

## Fortsetzungen
Im Jahr 2021 wurde mit Extraklasse 2+ eine Fortsetzung veröffentlicht, 2022 folgte Extraklasse – On Tour.

## Rezeption

### Kritiken
Das Lexikon des internationalen Films gibt dem Film insgesamt 2 von 5 Sternen. Die Lehrerkomödie setze auf den ruppigen Charme von Axel Prahl, nicht jeder Witz würde allerdings zünden. Der Film vermöge „im ernsthaften Anliegen, gesellschaftliche und pädagogische Missstände aufzuzeigen, zumindest zum Nachdenken anzuregen“.
Die Redaktion der TV Spielfilm verleiht dem Film einen Daumen seitwärts.
Kino.de sah eine „warmherzige vergnügliche Komödie - dank liebevoll gezeichneter Figuren, origineller Seitenstränge, einer vortrefflichen Besetzung und vor allem dank Hauptdarsteller Axel Prahl.“
Rainer Tittelbach gibt dem Film bei tittelbach.tv insgesamt 4,5 von 6 Sternen. Mit diesem Film werde der Zuschauer glücklich gemacht. Er wirke nicht pädagogisch und würde die Wirklichkeit für eine Spielfilmlänge aus den Angeln heben. Es sei dem Zuschauer überlassen, ob er die Handlung des Films als Sozialromantik oder eine wichtige gesellschaftliche Utopie versteht. In der Vorweihnachtszeit „sollten Filme wie dieser, vorausgesetzt sie sind so gut besetzt, so flüssig inszeniert und so voller Spiellust, einen festen Platz im Programm haben.“

### Einschaltquoten
Die Erstausstrahlung des Films am 17. Dezember 2018 im ZDF sahen insgesamt 6,50 Millionen Zuschauer. Dies bedeutete einen Marktanteil von 20,7 % und damit das beste Ergebnis des Abends. Die Wiederholung am 30. März 2020 sahen 5,36 Millionen Zuschauer mit einem Marktanteil von 15,8 %.